# 穆奧倫

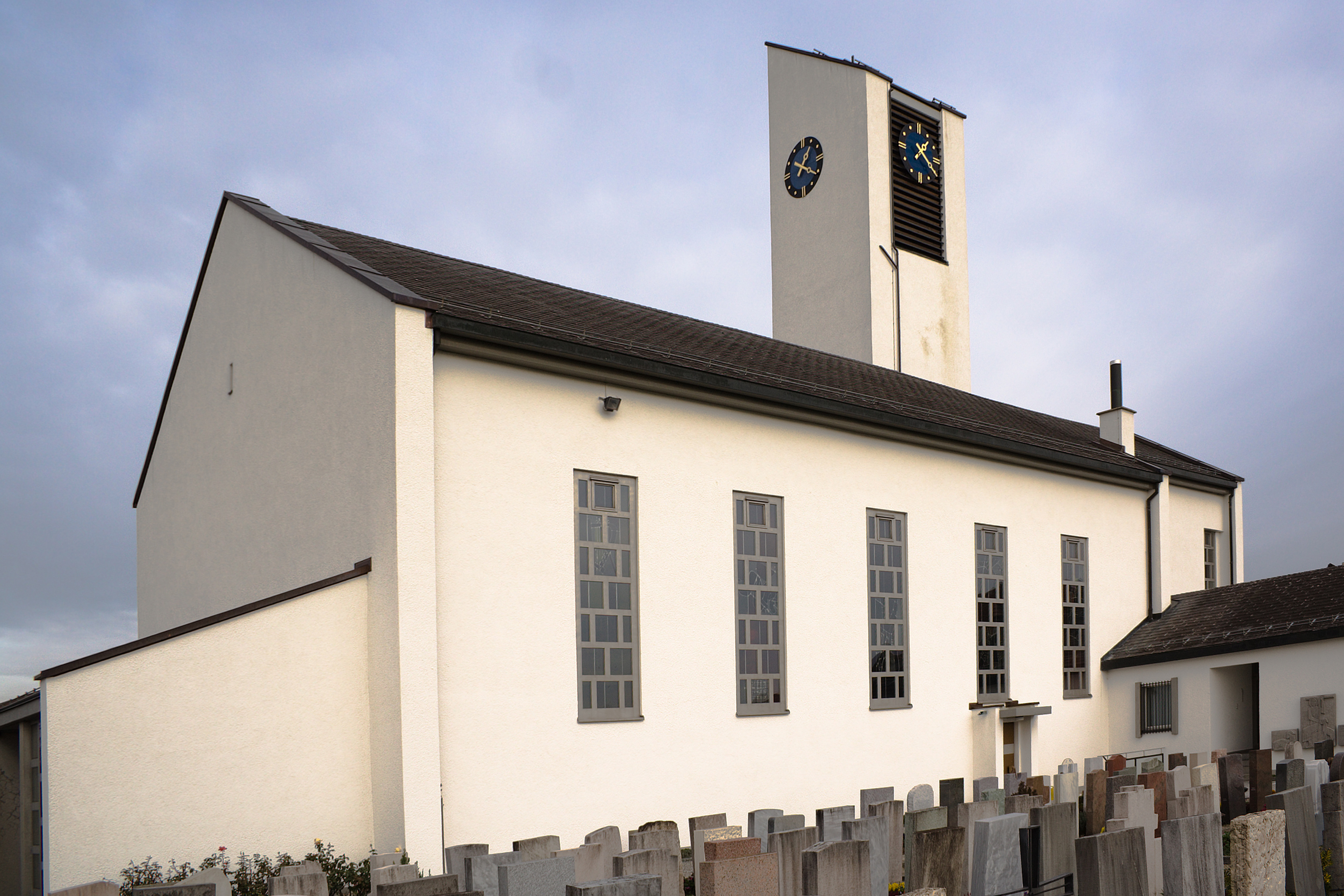

穆奧倫是瑞士的城鎮，位於該國東北部，由聖加侖州負責管轄，面積10.34平方公里，海拔高度490米，2011年人口1,165，七成人口信奉羅馬天主教，人口密度每平方公里113人。

## 外部連結
- Official website （页面存档备份，存于）